# Australian Goldfields Open
Australian Goldfields Open — профессиональный рейтинговый снукерный турнир в Австралии. Впервые проведён в сезоне 2011/12 в городе Бендиго (штат Виктория).

## История
В 1975 году Мельбурн принял чемпионат мира, который к тому времени уже стал рейтинговым турниром. Однако «собственного» рейтингового соревнования страна не имела вплоть до 2011 года. Первая попытка провести турнир такого статуса была предпринята ещё в 1989, но в последний момент по некоторым причинам он был перенесён в Гонконг, и открытый чемпионат Австралии был заменён открытым чемпионатом Гонконга. Ранее, в 1987, прекратилось проведение единственного местного соревнования мэйн-тура, Australian Masters, а в 1988 прекратил своё существование чемпионат Австралии среди профессионалов. Таким образом, с 1989 по 2010 года в Австралии не проводилось ни одного профессионального снукерного турнира. Исключением стал этап мировой серии World Snooker в 1995 в Мельбурне; однако это было довольно малозначимое соревнование.
О намерении организовать рейтинговый турнир в Австралии заявил в начале 2011 руководитель World Snooker, Барри Хирн. Возможно, не последнюю роль в этом решении сыграла победа автралийца Нила Робертсона на чемпионате мира в 2010.

## Формат
Все квалификационные игры проходят в Шеффилдской академии снукера. Матчи квалификации и основного этапа вплоть до полуфинала играются до 5 побед; полуфиналы — до 6 побед, финал — до 9. Есть также уайлд-кард раунд.

## Победители
| Год  | Победитель   | Счёт | Финалист      | Сезон   |
| ---- | ------------ | ---- | ------------- | ------- |
| 2011 | Стюарт Бинэм | 9:8  | Марк Уильямс  | 2011/12 |
| 2012 | Барри Хокинс | 9:3  | Питер Эбдон   | 2012/13 |
| 2013 | Марко Фу     | 9:6  | Нил Робертсон | 2013/14 |
| 2014 | Джадд Трамп  | 9:5  | Нил Робертсон | 2014/15 |